# Xã Liberty, Quận Beltrami, Minnesota
Xã Liberty (tiếng Anh: Liberty Township) là một xã thuộc quận Beltrami, tiểu bang Minnesota, Hoa Kỳ. Năm 2010, dân số của xã này là 730 người.